# Live in Paris Zenith ’88
Live in Paris Zenith '88 – drugi album koncertowy Burning Speara, jamajskiego wykonawcy muzyki reggae.
Płyta została wydana w roku 1989 przez amerykańską wytwórnię Slash Records; w Europie ukazała się nakładem londyńskiej wytwórni Greensleeves Records. Znalazło się na niej nagranie z koncertu muzyka w słynnej sali koncertowej Zenith de Paris w Paryżu 21 maja 1988 roku. Podczas występu Spearowi akompaniowali instrumentaliści z założonej przez niego grupy The Burning Band. Produkcją krążka zajął się sam wokalista we współpracy z Nelsonem Millerem.
W roku 1990 płyta została nominowana do nagrody Grammy w kategorii najlepszy album reggae. Była to trzecia nominacja do tej statuetki w karierze muzyka.
W roku 2003 nakładem Burning Music, własnej wytwórni Speara, ukazała się dwupłytowa reedycja albumu, zawierająca również dwa dodatkowe utwory.

## Lista utworów
1. "Spear Burning"
2. "We Are Going"
3. "The Youth"
4. "New Experience"
5. "African Postman"
6. "Happy Day"
7. "Woman I Love You"
8. "Queen of The Mountain"
9. "Creation Rebel"
10. "Mistress Music"
11. "Built This City"
12. "The Wilderness"
13. "Driver"
14. "Door Peep"

### Dodatkowe utwory w reedycji
1. "Old Marcus Garvey"
2. "Swell Headed"

## Muzycy
- Lenford Richards - gitara
- Anthony Bradshaw - gitara rytmiczna
- Devon Bradshaw - gitara basowa
- Alvin Haughton - perkusja
- Nelson Miller - perkusja
- Richard Johnson - keyboard
- Pamela Fleming - trąbka
- Nilda Richards - puzon
- Jennifer Hill - saksofon